# Hélène Geoffroy
Hélène Geoffroy (Creil, 4 de marzo de 1970) es una política y física francesa miembro del Partido Socialista. Desde 2017 es alcaldesa de Vaulx-en-Velin y desde julio de 2020 vicepresidenta de la Metrópoli de Lyon.

## Biografía
Nacida en Creil, en el Oise. Sus padres trabajaban en la función pública, Pasó su infancia en la Isla de Guadalupe. Obtuvo una maestría en mecánica en la Universidad de París VI, luego un doctorado en mecánica en la École polytechnique. Es investigadora en mecánica en la Escuela Nacional de Obras Públicas del Estado en Vaulx-en-Velin.

### Trayectoria política
Fue elegida concejala municipal socialista de Vaulx-en-Velin en 2001 y fue nombrada teniente de alcalde, responsable de Empleo, Integración, Formación Profesional y Situación de la Mujer. En 2004, fue elegida consejera general del Ródano en el cantón de Vaulx-en-Velin.
En 2008, fue elegida para encabezar la lista municipal en Vaulx-en-Velin en una lista PS-PRG-MRC-DVG pero obtuvo solo el 23,94 % de los votos, siendo batida en primera vuelta por el alcalde saliente Maurice Charrier que conservó el ayuntamiento con 50,56 % de los votos.
En 2011, logró mantener su cantón y fue reelegida con 70 % en segunda vuelta contra el candidato del Frente Nacional.

#### Diputada
Fue elegida diputada en las elecciones parlamentarias de 2012 en el 7 Distrito de Ródano. Tras múltiples mandatos, dimitió del Consejo General.
Desde julio de 2012 es secretaria nacional del PS, delegada para la lucha contra la exclusión.
Se la considera cercana a Ségolène Royal.
Fue nombrada por Claude Bartolone para representar a la Asamblea Nacional en la Agencia Nacional de Cohesión Social e Igualdad de Oportunidades (ACSE). De marzo de 2013 a diciembre de 2015, es miembro del consejo de administración de la ACSE que luego se convirtió en la Comisión General para la Igualdad Territorial (CGET).

#### Alcaldesa
En marzo de 2014 se presenta a las elecciones en una lista ciudadana independiente (APVV : Agir Pour Vaulx-en-Velin), la lista del PS que lidera gana la segunda vuelta de las elecciones municipales de Vaulx-en-Velin con 41,66 % de votos. El 5 de abril es elegida alcaldesa, poniendo así fin a 70 años de gobierno comunista en la ciudad. 
El 23 de abril del mismo año fue elegida la 10 vicepresidenta de la comunidad urbana de Lyon, que se convirtió en la ciudad de Lyon  el 11 de enero de 2015. 
Tras dejar su puesto como alcaldesa de Vaulx-en-Velin en marzo de 2016, reemplazada por Pierre Dussurgey, fue nuevamente elegida para estar al frente de la ciudad el 4 de julio de 2017.
El día después de que Jean-Christophe Cambadélis dimitiera de la dirección del Partido Socialista, anunció su intención de presentar una moción para el próximo congreso con miras a definir «una línea clara» en el PS, considerado, según ella, demasiado a la izquierda desde la victoria de Benoît Hamon en las primarias de 2017.
El 29 de junio de 2018 fue nombrada presidenta de la EPARECA.

#### Secretaria de estado
El 10 de febrero de 2016 se ose opone a la introducción de una medida de privación de la nacionalidad francesa en el proyecto de revisión constitucional. Al día siguiente, fue nombrada Secretaria de Estado del Ministerio de la Ciudad, Juventud y Deportes, a cargo de la ciudad.
En enero de 2017 después de haber deseado durante mucho tiempo una candidatura de François Hollande a su propia sucesión, apuesta por Manuel Valls en las primarias ciudadanas  en las elecciones presidenciales, "quien es suficientemente creíble y realista". Creyendo que está en juego el futuro del PS y sus fracturas, califica la candidatura del favorito Benoît Hamon como "testimonio", "más utópico que realista".
Se reivindica como feminista.
Es la presidenta de la asociación Médialys. Una estructura de integración a través de la actividad económica creada en 2006.

#### Primarias en el PS 2021
En julio de 2021 anunció que se presentaba como candidata a las primarias a la secretaría general del PS con Olivier Faure, actual secretario general como oponente en el 79 congreso del PS (18-19 de septiembre de 2021).

## Vida personal
Compañera del alto funcionario Joël Mathurin, es madre de dos hijas.